# DMGpolítica
Como DMGpolítica (o DMG-política) se conoce al escándalo político desatado en Colombia en noviembre de 2008 a partir de las revelaciones de las relaciones entre altos dignatarios públicos y directivos del grupo DMG; a raíz de la intervención estatal de esta empresa. 
Así mismo, el escándalo podría traer un problema de proporciones monumentales al sistema financiero nacional, que conllevaría a una reestructuración total del mismo.

## El escándalo
El 15 de noviembre del 2008, mediante un decreto de estado de emergencia (el 4334) firmado por el presidente Álvaro Uribe Vélez y todos sus ministros, se decretó la intervención estatal al grupo DMG.
El 20 de noviembre de 2008 partidos de oposición al gobierno de Álvaro Uribe Vélez pidieron que se diera a conocer la información jurídica y contable del grupo DMG para que se aclararan los posibles nexos que se venían denunciando sobre los vínculos de la empresa con la clase política nacional.
El lunes 24 de noviembre del 2008, La W, dio a conocer unas grabaciones en las que David Murcia Guzmán conversa con William Suárez y queda en evidencia la presunta entrega de 400 millones de pesos en contribución a la campaña política del excandidato a la Gobernación de Boyacá, y hoy magistrado del Consejo Superior de la Judicatura, Pedro Alonso Sanabria Buitrago.
En dicha grabación, David Murcia Guzmán manifesto haber apoyado a 10 políticos ganadores en las elecciones del 2007. Asimismo, la Fiscalía advirtió que también existirían nexos entre el grupo DMG y algunos congresistas, a su vez el Partido Liberal, denunció la existencia de un artículo en la reforma financiera presentada por el Ejecutivo, con el que se favorecería la regulación de las tarjetas prepago que les permitían a los clientes del grupo DMG adquirir productos y servicios.
Se supo también que la compañía encargada de transportar las firmas que avalan el referendo presidencial, de nombre Trasval, es una filial del grupo DMG dedicada al transporte de valores.
Álvaro Uribe Vélez ha exigido a los congresistas afines a su gobierno que revelen si tuvieron o no tratos o negocios con David Murcia Guzmán, propietario de DMG. Acudiendo a este llamado, según informaron los medios de comunicación, los senadores Roberto Gerlein y Jorge Visbal, le contaron a Uribe que uno de los abogados de DMG, Abelardo de la Espriella, los abordó para preguntarles por el proyecto de ley de la reforma financiera, que, finalmente, favorecía los intereses de David Murcia Guzmán y DMG con el uso de tarjetas prepago. Ambos senadores desmintieron luego estas versiones.
El 25 de noviembre de 2008 se dio en el seno de la Comisión primera del Senado de la República un debate sobre un proyecto de ley que busca aumentar las penas para la captación indebida de dineros. En el marco del debate, el Fiscal general de la nación, Mario Iguarán, anunció que tras un allanamiento hecho en Bogotá fue encontrado un computador con toda la información de la empresa, incluyendo todos los registros sobre los inversionistas nacionales y extranjeros de DMG; y que dicha evidencia iba a ser entregada al gobierno. También ese día en plenaria del Senado se citó al ministro de Hacienda y Crédito público, Óscar Iván Zuluaga y al Superintendente financiero, Roberto Borrás, para que explicaran la pasividad del ejecutivo ante un fenómeno que se venía gestando desde hace años, así como el funcionamiento de las pirámides, por qué no se actuó antes contra ellas si se conocían sus irregularidades e incluso la responsabilidad de los bancos, con sus altos impuestos, en este fenómeno. En contraste ese mismo día, cientos de clientes de DMG se manifestaron en Bogotá a favor de la empresa y en contra del gobierno, al que le pidieron que responda por todo el dinero que invirtieron. Esta es una de las muchas marchas llevadas a cabo desde que el gobierno anunciara la intervención de la empresa.
El procurador general de la nación, Edgardo Maya, anunció la investigación disciplinaria contra gobernadores, diputados y alcaldes que estén vinculados al escándalo de la DMGpolítica. Anuncio también que le pedirá al Consejo Nacional Electoral los resultados financieros de los campañas  para gobernaciones, alcaldías, asambleas y concejos con el propósito de establecer si estas campañas recibieron dineros de DMG.

## Implicados
Han sido implicados:
- Pedro Alonso Sanabria Buitrago: Es señalado de haber recibido aportes por cerca de $400 millones a su campaña a la Gobernación de Boyacá por parte de David Murcia Guzmán. Hoy es magistrado del Consejo Superior de la Judicatura. Ha manifestado no conocer a David Murcia Guzmán.[17]
- Jorge Enrique Guáqueta: candidato a la alcaldía de Suesca. William Suárez dice haberle aportado $20 millones a su campaña.
- Juan Pablo Díaz Granado Pinedo: alcalde de Santa Marta.
- Ómar Díazgranados Velásquez: el gobernador del Magdalena.
- Joaco Berrío: gobernador de Bolívar.
- Óscar Darío Pérez: Es señalado de haber recibido dinero para favorecer a DMG. El senador lo ha negado públicamente.[18]
- Samuel Arrieta: Es señalado de tener vínculos con DMG. Lo ha negado y anunció que si eso fuera cierto renunciaría a la vida pública.[18]